# 談俊
談俊（1437年—？），字時英，浙江湖州府德清縣人，明朝政治人物。進士出身。

## 生平
成化元年（1465年）舉乙酉科浙江鄉試第二十八名。成化二年（1466年）聯捷丙戌科會試第三百十五名，殿試登進士第二甲第九十二名。

## 家族
曾祖談文禮。祖父談思忠，曾任冠帶。父亲談彥誠。